# Heller in Pink Tights
Heller in Pink Tights, conocido en castellano como Su pecado fue jugar (Argentina) y como El pistolero de Cheyenne (España), es una película dirigida por George Cukor, basada en la novela Heller With A Gun de Louis L'Amour.

## Argumento
Una compañía de actores ambulantes, encabezada por Tom Healy (Anthony Quinn) y con la estrella italiana, Angie Rossini (Sophia Loren), viajan a Cheyenne para a interpretar una obra teatral a fin de ganar un poco de dinero. Pero una serie de infortunios harán que los actores se enfrenten a los peligros del Salvaje Oeste.

## Otros créditos
- Color: Technicolor
- Sonido: Westrex Recording System
- Dirección artística: Gene Allen y Hal Pereira.
- Montaje: Howard A. Smith
- Director de segunda unidad: Arthur Rosson
- Asistente de dirección: Charles C. Coleman
- Sonido: Winston H. Leverett y John Wilkinson
- Decorados: Sam Comer y Grace Gregory
- Diseño de vestuario: Edith Head
- Maquillaje: Wally Westmore (maquillaje) y Nellie Manley (peluquería).